# Kukuła czarnobrzucha
Kukuła czarnobrzucha (Phaenicophaeus diardi) – gatunek średniej wielkości ptaka z rodziny kukułkowatych (Cuculidae). Występuje w Azji Południowo-Wschodniej – na Półwyspie Malajskim i w Indonezji.

## Taksonomia
Po raz pierwszy gatunek opisał René Primevère Lesson w 1830. Holotyp pochodzi z Sumatry (autor błędnie zapisał, że z Jawy). Autor nadał nowemu gatunkowi nazwę Melias Diardi. Obecnie (2020) Międzynarodowy Komitet Ornitologiczny (IOC) umieszcza kukułę czarnobrzuchą w rodzaju Phaenicophaeus. Niektórzy autorzy wydzielają osobny rodzaj Rhopodytes dla kukuły czarnobrzuchej, niebieskookiej (P. viridirostris), rdzawobrzuchej (P. sumatranus) i długosternej (P. tristis). IOC wyróżnia dwa podgatunki P. diardi.

## Podgatunki i zasięg występowania
IOC wyróżnia następujące podgatunki:
- P. d. diardi (Lesson, 1830) – południowa Mjanma (Taninthayi) i południowa Tajlandia, Półwysep Malajski i Sumatra[4]
- P. d. borneensis (Salvadori, 1874) – Borneo[4][5].

Możliwe, że pojawiają się również w południowym Laosie i Kambodży. Niegdyś ptaki tego gatunku występowały również w Wietnamie.

## Morfologia
Długość ciała wynosi 36–38 cm, znana masa ciała 55,8–75 g. W sylwetce wyróżnia się długi ogon, jego długość (215–240 mm u samca, 207–241 mm u samicy) stanowi niemal połowę całkowitej długości ptaka. Głowę i szyję porastają pióra o jednolitej, łupkowoszarej barwie. Z przodu głowy występuje nagi, czerwony obszar. Kantarek wąski, czarny. Wierzch ciała łupkowoszary, jednak można dostrzec zielonkawy połysk w górnej części grzbietu. Skrzydła opalizujące, niebieskozielone. Spód ciała szary, broda, gardło i pierś jaśniejsze od wierzchu ciała. Boki, brzuch i pokrywy podogonowe szaroczarne. Na gardle i piersi występuje delikatne paskowanie wzdłuż stosin piór. Sterówki zielononiebiesko połyskujące, mają białe końcówki; ogon stopniowany. Tęczówka jasnoniebieska do ciemnobrązowej, dziób żółtozielony u dorosłego, szary u młodego. Długość skrzydła u samca (n=10) 127–138 mm, u samicy (n=11) – 127–137 mm; długość dzioba: 25,4–32 mm u samca, 28–31 mm u samicy; długość skoku: 28,5–38,5 mm u samca, 28–32 mm u samicy.

## Ekologia i zachowanie
Środowiskiem życia kukuł czarnobrzuchych są lasy, zarośla wtórne, bagniste lasy deszczowe i zarośla bambusów. Na Borneo stwierdzane do wysokości 915 m n.p.m., niegdyś do 1700 m n.p.m. Na Sumatrze do 900 m n.p.m., do 2000 m n.p.m. w Parku Narodowym Gunung Leuser. W Tajlandii zamieszkuje wiecznie zielone, nizinne lasy do wysokości 200 m n.p.m. Na Półwyspie Malajskim spotykany również na zapuszczonych plantacjach kauczukowców, lasach na torfowiskach oraz lasach z ingerencją człowieka. Na Sumatrze zamieszkują zarówno lasy pierwotne, jak i wtórne, namorzyny, nadrzeczne lasy na bagnach i ich obrzeża, lasy na torfowiskach oraz zarośla bambusów. Na Borneo kukuły czarnobrzuche zamieszkują lasy z udziałem dwuskrzydlcowatych, namorzyny, lasy wtórne oraz plantacje kakaowców i plantacje albicji (Albizia). Na wysokości 1700 m n.p.m. przedstawiciele P. diardi stwierdzani byli na Kinabalu, kiedy na nizinach występowały pożary.
Pożywieniem kukuł czarnobrzuchych są owady, w tym chrząszcze, mrówki, modliszkowate, prostoskrzydłe, gąsienice i karaczany. Ptaki te rzadko latają; trzymają się gęstej roślinności. Poruszają się spiralą wokół pnia. Zwykle przebywają samotnie, niekiedy w grupach do 5 osobników.

### Lęgi
W kontynentalnej części Azji sezon lęgowy trwa od stycznia do maja. Gniazdo to niechlujnie zbudowany, płytki kubeczek o głębokości 3–4 cm. Budulec stanowią gałęzie, wyściółkę zaś liście; gniazdo przypomina gołębie. Ptaki obojga płci zbierają materiał na gniazdo. W zniesieniu 2 kredowobiałe jaja. Przeciętnie u ptaków podgatunku nominatywnego mają wymiary 30,2 na 24,5 mm, a u reprezentantów R. d. borneensis – 29,3 na 24 mm. Poza tym brak danych.

## Status zagrożenia
IUCN uznaje kukułę czarnobrzuchą za gatunek bliski zagrożenia nieprzerwanie od 2000 (stan w 2025). Liczebność populacji nie została oszacowana, ale ptak ten opisywany jest jako stosunkowo pospolity. BirdLife International ocenia trend populacji jako spadkowy. Głównym zagrożeniem jest postępująca wycinka lasów w Azji Południowo-Wschodniej. Z drugiej strony sytuację kukuł czarnobrzuchych polepsza ich szeroki zakres wybieranych środowisk (w przypadku ptaków z Półwyspu Malajskiego). Są to ptaki ciche, skryte i tym samym rzadko obserwowane.